# 아워홈
아워홈은 대한민국의 식품 회사이다. LG유통(현 GS리테일)에서 분리된 회사로, 1984년 식자재 공급사업을 시작으로 현재는 식품 제조 뿐 아니라 유통업까지 사업분야를 확장했다. 대한민국 서울특별시 강서구 마곡중앙10로 91 아워홈마곡식품연구센터에 본사를 두고 있다. 아워홈 전시관, 위탁급식, 식품유통, 식자재유통, 공장 및 물류센터 등 전국에 사업장을 두고 있다.
2025년 5월 한화호텔앤드리조트가 설립한 특수목적법인을 통해 인수를 완료했다. 현재는 한화그룹의 계열사로 편입됐다.

## 사업 분야
사업 영역은 크게 식품사업, 급식사업, 외식사업, 식재사업이다. 식품사업에서 아워홈은 '행복한 맛남'의 식품제조 브랜드를 가지고 있다. 주로 가정 편의식과 냉동식품 등을 생산해낸다. FS사업은 급식사업으로 현재 전국 900여 곳 아워홈 식당있다. 외식사업으로는 '키사라','싱카이' 등 50여개의 레스토랑을 운영하고 있고, 쇼핑몰과 리조트 등의 이용시설 내에서 식음료 서비스를 제공하기도 한다.

### 식품 사업
식품 제조 사업으로는 가정편의식, 조리냉동류(볶음밥, 커틀렛, 안주류), 전통육가공(폭립, 편육, 훈제요리), 면(글루텐프리, 생면 등), 소스류(사보텐 돈가스소스 외), 김치류(저염아삭포기김치), 기타제품(베이커리, 떡류, 조미김, 어묵/두부류, 란가공)이 있다. 식품사업에서 아워홈은 '행복한 맛남'의 식품제조 브랜드를 가지고 있다.

### 급식 사업
단체급식(산업체, 오피스), 교육시설(대학, 중·고교, 연수레저시설), 헬스케어(병원, 요양원), 레저시설(골프장, 공항, 휴게소) 등 대한민국 내 1,000 여 개의 사업장에서 푸드시스템을 운영하고 있다. 또한 대한민국 광주광역시에서 개최된 2015년 하계 유니버시아드에서 급식 부문 공식 후원을 하기도 했다.
중화인민공화국에 진출해 베이징, 난징, 광저우, 옌타이 등 10여 개 도시에서 중급식 서비스를 제공하고 있다.

### 외식 사업
'키사라', '싱카이' 등 50여 개의 레스토랑을 운영하고 있으며, 일본 신주쿠 돈카스 전문점 '사보텐', 푸드코트 '메인디쉬', '푸드엠파이어', '한식소담길' 등도 운영하고 있다. 또한 쇼핑몰, 리조트, 학교, 병원, 호텔 등 다중 이용시설내 식음료 서비스를 제공하는 컨세션 사업과 최웨딩&컨벤션 브랜드 '아모리스'를 운영하고 있다. 

## 연혁
- 1984년 식자재 공급 시작
- 1987년 급식사업 시작, LG트윈타워 사원 식장
- 1991년 세계 잼버리 대회 식재공급 (총 60만식 제공)

일본 위탁급식전문회사 Green House社와 기술제휴 체결
- 1993년 대전 EXPO 공식 식당 운영 사업권자 선정
- 1994년 업계 최초로 메뉴카드 전산화 시스템 구축 및 선불카드제 도입
- 1995년 조리연수센터 오픈
- 1997년 급식 부문 ISO 9002 인증 획득, 전문급식브랜드 'OUR HOME'개발

업계 최초로 HACCP 시스템을 적용한 위생평가 도입 운영
- 1998년 건강증진 프로그램(Wellness Guide) 개발 운영, 청원 물류센터 오픈
- 1999년 GS타워 아워홈 다이닝 및 아모리스홀 오픈
- 2000년 아워홈으로 분리독립(舊 LG유통 FS사업부), 급식업계 최초로 LG디스플레이 구미2점 HACCP 지정, 병원급식관리시스템 오픈, 칠곡물류센터 오픈(現구미1공장), 식품연구원 오픈
- 2001년 일본 정통 돈가스 브랜드 '사보텐' 오픈, 양산1공장 오픈, 아워홈 조리아카데미(OCA, OURHOME Culinary Academy) 오픈, 캐터링 사업 진출(AMORIS Catering) 진출
- 2002년 식자재 전문 브랜드 '행복한맛남' 출시, Fast Food 제조ㆍ유통 사업 진출
- 2003년 LG화학 (現 LG하우시스) 울산점 HACCP 지정, 급식 부분 ISO 9001/ISO 14001 통합 인증 획득, 용인1공장 오픈(베이커리 제조ㆍ유통 사업 진출), 국내 패스트푸드 업계 최초 ISO 9001/ISO 14001 동시 인증 획득, 사보텐 프랜차이즈 사업 진출(가맹1호 압구정역점 오픈), 급식분야 최우수 기업상 수상(보건복지부 장관상)
- 2004년 서울파이낸스빌딩(SFC) 아워홈 다이닝 개설(싱카이, 이끼이끼, 메짜루나, 뭄바), 면류, 및 훈제연어 제조ㆍ유통
- 2005년 식품분석검사실, 업계 최초 KOLAS 국제공인시험기관 인정, 한국식품연구원과 업무협약 체결, 급식업계 최초 양산1공장(수산가공) HACCP 지정, 메리츠타워로 본사 이전 및 메리츠타워 아워홈 다이닝 및 아모리스 강남 오픈, 구미1공장 오픈(장류 제조사업 진출)
- 2006년 SSF 제조사업 진출, 용인2공장 및 음성공장 오픈, 식품분석검사실 KOLAS 추가인증
- 2007년 종합식품브랜드 '손수'출시, Korea Grill '레드앤그린' 오픈, , 물류시스템 활성화를 위한 WMS 구축 및 TMS 실시, 베이커리, 훈제, 냉동밥, SSF, 면, 수산가공 부문 ISO 9001 인증획득
- 2008년 핵심인재육성센터 '지수원(智修院)' 오픈, 떡 장류 ISO 9001 인증, 프리미엄 푸드코트 브랜드 '메인디쉬(maindish)' 개발, 손수 제품 온라인쇼핑몰 '손수몰(sonsoomall)' 오픈, 신개념 편의레스토랑, '맘초이(Momchoi)'오픈, 용인훈제연어공장 HACCP 지정
- 2009년 안산공장 오픈, (주)한국기업평가로부터 신용등급 A2+ 획득, 묵, 란, 어묵 부문 ISO 9001 인증 획득, G마크 연합사업단과 업무협약 체결, 한국물류대상 산업포장상 수훈, 아모리스 타임스퀘어 오픈, 급식부문 ISO9001/ISO 14001 재인증 획득, 매출 1조 달성, 사보텐 사업부문을 주식회사 캘리스코로 분할.
- 2010년 업계 최초 노로바이러스 조사기관 지정[2], 프리미엄 일식 레스토랑 '키사라' 오픈, 프리미엄 수제버거전문점 '버거헌터' 오픈, 프리미엄 한식 레스토랑 '손수헌' 오픈, 계룡공장 오픈, 양산 1공장(냉동면)HACCP 지정, 유럽식 카페 '클라시코' 오픈, 용인 2공장 (어묵, 조리김 부문) 세계최초 FSSC 2000인증 획득, 구미 1공장(묵) HACCP 지정, 계룡공장(두부) HACCP 지정
- 2011년 (주)한국기업평가로부터 신용등급 A1 획득, 안산공장(FC파트) HACCP 지정, 용인공장(조미김) HACCP 지정, 용인2공장(조미김, 어묵) FSSC 22000 및 ISO 22000 인증 획득, 식품위생검사기관(식품, 노로바이러스) 인정, 아워홈 '손수' 조선일보 품질만족대상, 수상프리미엄 푸드코트 브랜드 '푸드엠파이어' 오픈
- 2012년 축산물위생검사기관 인정, 안산영업소 식재료 우수관리업체 선정, 농림수산식품 과학기술대상 장관표창 수상, 계룡공장(두부) FSSC 22000 인증 획득
- 2013년 영남영업소 식재료 우수관리업체 선정, KOLAS 우수시험기관 산업통상자원부장관 표창, 식품영양성분 국가관리망 전문분석기관(NLS) 인증, 쌀파스타 쌀 우수제품 농식품부장관상 수상
- 2014년 아워홈 TFS(Total Food Solution) Site 개설, 멀티컬쳐럴 고메뷔페 오리옥스 코엑스 & 소셜 컬쳐 베뉴 [Lu:] 오픈
- 2015년 광주하계유니버시아드대회 급식부문 공식 후원사 선정 및 ‘할랄 뷔페’ 제공, 인천공항 18가지 맛집의 푸드코트 ‘푸드엠파이어 - ‘Global · 韓 · 맛’집 오픈, 매일경제 2015 소비자선정 스타브랜드대상 푸드서비스 부문 수상
- 2016년 제천공장 체계적 위생 관리 시스템 운영 및 식품안전관리 대전 식약청장 표창, 제천공장(김치) FSSC22000 인증 획득, 안산공장(CK파트) HACCP 지정, 동서울 물류센터 오픈, 음성공장 (조미가공/농산가공) HACCP 인증, 구미공장 란파트 축산물 HACCP 인증, 용인1공장 베이커리파트 HACCP 인증, 용인 2물류센터 축산물 안전관리통합인증 (식용란 HACCP 인증), 안산공장 야채가공센터 GAP 농산물우수관리시설 지정, 매일경제 2016 소비자선정 스타브랜드대상 푸드서비스 부문 수상, 2016 가족친화인증 및 일ㆍ가정 양립 우수기업 국무총리 표창 수상
- 2017년 제주물류센터 오픈, 베트남 하이퐁 법인 설립, 핵심 인재육성센터 용인 '지수원(智修院)' 오픈, 한국로지스틱스 대상 수상, 인천공항 푸드엠파이어 2017 FAB 올해의 푸드홀 우수상
- 2018년 베트남 호텔사업 진출, 미국 기내식 업체 하코(HACOR) 인수, 인천공항 제2여객터미널 '아워홈 푸디움', '한식미담길', '별미분식' 오픈, 대한민국 사회공헌대상 사회봉사부문 수상

## 같이 보기
- 현대그린푸드
- CJ프레시웨이
- 삼성웰스토리

## 본점 및 지점 현황
- 본점 : 서울특별시 강서구 마곡중앙10로 91 (마곡동)
- 안산지점 : 경기도 안산시 단원구 원시로 216 (원시동)
- 용인지점 : 경기도 용인시 처인구 남사읍 경기동로 263
- 중부지점 : 충청북도 청주시 서원구 남이면 남이외천길 53-2
- 영남지점 : 경상남도 양산시 어곡공단1길 134 (어곡동)
- 경북지점 : 경상북도 구미시 장천면 장군로 339-4
- 호남지점 : 광주광역시 북구 양산로 192 (일곡동)
- 계룡지점 : 충청남도 계룡시 두마면 제1산단로 26-21
- 광주지점 : 광주광역시 북구 서하로 383, 5층 (문흥동)
- 동서울지점 : 경기도 광주시 초월읍 산수로 642-27
- 양산지점 : 경상남도 양산시 어곡공단6길 16-55 (어곡동)
- 제천지점 : 충청북도 제천시 한방엑스포로 104 (왕암동)